# Système d'information Schengen
Pour les articles homonymes, voir SIS et Schengen (homonymie).
Le système d'information Schengen, aussi appelé SIS, est un fichier informatique (ou système de traitement automatisé de données) utilisé par certains États membres (à deux exceptions près) de l'Union européenne (UE) dans le cadre de la convention de Schengen et de la coopération policière européenne. Les différents services de sécurité peuvent y consulter ou y enregistrer des informations sur des personnes (art. 95-99 de la convention de Schengen) ou des objets (art. 100). Les données concernaient à l'origine, par exemple, des personnes sous mandat d'arrêt ou des objets dont on a perdu la trace, mais incluent depuis décembre 2006 des données biométriques et des données relatives à la non-admission ou aux interdictions de séjour.
À l'origine simple « instrument d'information », le SIS  a évolué vers SIS II, institué en décembre 2006 et mis en service le 9 avril 2013. Il peut être lié à d'autres systèmes (Eurodac et le système d'information des visas (VIS), qui détiennent les empreintes digitales des demandeurs de visas et d'asile), et qui serait utilisé comme outil d'enquête policière, d'antiterrorisme et de contrôle de l'immigration. L'Autorité de contrôle commune de Schengen (ACC), organisme de contrôle du système, a regretté l'absence de cadre législatif encadrant cette évolution, rendant celle-ci malléable aux requêtes émises en fonction de la conjoncture et exposant le SIS au scope creep, c'est-à-dire à un élargissement incontrôlé de ses finalités et des données qui y sont incluses.
Le budget est à charge de l'Union européenne. De 2002 à 2008, 28 millions d'euros ont déjà été investis dans le projet, qui devrait requérir encore 40 millions d'euros (soit un coût total de 68 millions d'euros). Le Parlement européen a voté en octobre 2009 une résolution s'inquiétant du retard pris dans la mise en place de SIS II et des surcoûts par rapport au budget initial.

## États concernés
Ces informations sont partagées entre les 29 pays participants, pour la plupart signataires du traité de Schengen : l'Allemagne, l'Autriche, la Belgique, la Bulgarie, la Croatie, le Danemark, l'Espagne, l’Estonie, la Finlande, la France, la Grèce, la Hongrie, l'Islande, l'Italie, la Lettonie, le Liechtenstein, la Lituanie, le Luxembourg, Malte, la Norvège, les Pays-Bas, le Portugal, la Pologne, la République tchèque, la Roumanie, la Slovaquie, la Slovénie, la Suède et la Suisse, ont signé la convention de Schengen. Seules l'Islande, le Liechtenstein, la Norvège et la Suisse ne sont pas membres de l'Union européenne.
Quant à l'Irlande et au Royaume-Uni, qui n'ont pas signé la convention d'application de l'accord de Schengen du 14 juin 1985 (CAAS), ils peuvent participer à la coopération Schengen en vertu du traité d'Amsterdam de 1997 incluant les dispositions de Schengen dans l'Union européenne, mais ces deux pays ont eu le choix de ne participer qu'aux dispositions qu'ils souhaitaient appliquer. A contrario, les 10 nouveaux États membres devront appliquer cette coopération en totalité. L'Irlande et le Royaume-Uni ne participent donc que partiellement au système d'information Schengen. Ils n'utilisent pas  les données de l'article 96, car ils ne comptent pas mettre en œuvre la politique de libre circulation des personnes au niveau européen. Tout comme le Danemark, ils ne sont pas liés au règlement de décembre 2006 instituant le SIS de 2e génération (SIS II).

## Description générale
Dans le SIS, l'information est stockée selon la législation de chaque pays. Il y a plus de 15 millions d'entrées [Quand ?] contenant les informations suivantes :
- nom et prénom, les alias éventuels étant enregistrés séparément ; première lettre du second prénom ;
- signalement (éventuelles particularités physiques objectives et permanentes) ;
- date et lieu de naissance ;
- sexe ;
- nationalité ;
- port éventuel d'une arme ;
- « caractère violent » ou non de la personne ;
- raison du rapport ;
- action à prendre ;
- armes perdues, volées ou détournées ;
- documents d'identité vierges, perdus, volés ou détournés ;
- véhicules automobiles perdus, volés ou détournés ;
- billets de banque perdus, volés ou détournés.

À l'origine, le SIS était un simple système d'information : en cas de contrôle d'identité, le policier (gendarme, douanier, etc.) rentrait l'état civil de la personne dans le fichier Schengen, et celui-ci lui disait si cette personne était recherchée ou non, et quelle était l'action appropriée (arrestation, etc.). Toute autre information devait transiter par les bureaux SIRENE, chargés du fichier à l'échelon national.
Données ajoutés dans SIS-II (selon le règlement du 20 décembre 2006):
- « signalements aux fins de non-admission ou d’interdiction de séjour » (ces données doivent « en principe » être effacées au bout de 3 ans; ce sont les mêmes que pour les personnes signalées dans SIS-I, avec en prime les empreintes digitales[6])
- « données biométriques »

## Aspects juridiques
Depuis le 25 mars 2001, quinze États appliquent la convention d'application des accords de Schengen (CAAS) et ont supprimé la plupart des contrôles de police et contrôles douaniers à leurs frontières intérieures. Le SIS a été élaboré au même moment, afin de répondre à ce que les agences de sécurité ont présenté comme un « déficit de sécurité » lié à l'ouverture des frontières. Ce système innove sur les plans juridiques et techniques.
- juridique tout d'abord par la reconnaissance de la force juridique des signalements émis par les partenaires Schengen, avec l'engagement de chaque État de respecter la conduite à tenir prescrite par le signalement.

- technique ensuite par la création de toutes pièces d'un système informatique connecté en permanence à des applications nationales fort diverses (en France par exemple le fichier des personnes recherchées, FPR), devant assurer la mise à jour en temps réel des bases nationales.

En signant la convention, les États se sont engagés à s'assurer de l'exactitude, de l'actualité et de la licéité des données intégrées, et à n'utiliser ces données qu'aux seules fins énoncées par les articles pertinents de la convention. L'organisme de contrôle est l'ACC (Autorité de contrôle commune de Schengen). Toutefois, le Contrôleur européen de la protection des données (CEPD) et le G29 (équivalent de la CNIL au niveau européen) n'avait aucun pouvoir face à ce qui relève du 3e pilier (coopération policière et judiciaire en matière pénale) et donc du SIS. Depuis le règlement de décembre 2006 (18e considérant), le CEPD contrôle les activités des autorités communautaires (Europol et Eurojust) relevant du 1er pilier, autorités qui ont désormais accès au SIS II. Les autorités de contrôle national (la CNIL en France) sont responsables du contrôle de l'aspect national des fichiers.
Ces engagements sont complétés par des procédures de consultation entre les États, notamment lorsque pour des raisons de droit interne, ou d'opportunité, une conduite à tenir ne peut être exécutée sur un territoire national. Cette consultation permet aux instances nationales d'exposer les motifs de droit ou de fait d'un signalement émis et, à l'inverse, d'informer un État émetteur d'un signalement des raisons pour lesquelles la conduite à tenir ne pourra pas être appliquée. Cette procédure s'applique notamment pour des signalements d'étrangers frappés d'une mesure d'interdiction du territoire, mais titulaires d'un titre de séjour délivré par un autre pays; pour des mandats d'arrêt internationaux; ou encore pour des affaires mettant en cause la sûreté de l'État.
Les étrangers frappés d'une mesure d'interdiction du territoire ne peuvent être signalés dans le fichier que si la décision d'interdiction est « fondée sur la menace pour l’ordre public ou la sécurité publique ou pour la sécurité nationale », ce qui inclut en particulier, selon le règlement de 2006, un « ressortissant d’un pays tiers [i.e. à l'UE] qui a été condamné dans un État membre pour une infraction passible d’une peine privative de liberté d’au moins un an ».

## Caractéristiques techniques
En matière technique, le SIS est composé d'une architecture informatique en étoile, composée d'un site central comportant la base de données de référence, dit CS-SIS, dont la responsabilité est confiée à la France par la CAAS, et un site par pays, dit N-SIS, contenant une copie de la base de données (chaque État décide s'il veut, ou non, avoir une copie nationale). Ces différentes bases doivent être identiques en permanence. L'ensemble CS-SIS / N-SIS constitue le SIS. Le CS-SIS est situé à Strasbourg, avec un CS-SIS « de secours » à Sankt Johann im Pongau (Autriche, capitale du district éponyme).

### Données gérées par le SIS
Un accord a été trouvé sur la définition des signalements à intégrer dans ce système. Ils concernent les personnes :
- recherchées en vue d'extradition ;
- « indésirables » sur le territoire d'un pays signataire ;
- mineurs d'âge, malades mentaux ou personnes disparues ou en danger dans le but d'assurer leur propre protection ;
- recherchées comme témoin, citées à comparaître ou pour notification de jugement ;
- « soupçonnées » de participer à des infractions graves et soumis à des mesures de surveillance ou de contrôle.

Par ailleurs sont concernés les objets suivants :
- les véhicules automobiles à surveiller, contrôler ou saisir ;
- les billets de banque ;
- les documents d'identité volés vierges ou délivrés ;
- les armes à feu.

Par la communication de ces données, chaque État met à la disposition de ses partenaires les éléments leur permettant d'assurer pour son compte, et sur la base de ses propres renseignements, la part de sécurité qu'il leur délègue. Une forte contrainte technique, visant à assurer la mise à jour du SIS en un maximum de cinq minutes, assure l'actualité des données. 
La France a opté pour un système d'alimentation le plus automatisé possible, à partir des grands fichiers nationaux (Fichier des personnes recherchées, etc.). Cette automatisation permet de limiter au strict nécessaire les interventions humaines, génératrices de perte de temps et de risques d'erreurs. Les signalements français sont donc diffusés aux pays participants au SIS, en un temps record.
Dans le même esprit, la France a décidé de coupler l'interrogation, par les services de Police sur le terrain, des bases de données nationales avec le SIS, sans pour autant provoquer un surcroît de travail pour l'utilisateur final. Ainsi, sans manœuvre supplémentaire spécifique, les policiers, gendarmes et douaniers interrogeant le fichier des personnes recherchées (FPR) ou le fichier des véhicules volés (FVV) interrogeront le SIS automatiquement et en même temps que les fichiers nationaux. De même, les personnes inscrites au Fichier des passagers aériens sont automatiquement recoupées avec les données du SIS et du fichier des personnes recherchées; les données du contrôle automatisé des données signalétiques des véhicules sont aussi comparées au SIS.
Les découvertes effectuées par les services de Police sur la base des signalements du SIS entraînent obligatoirement l'application des mesures prévues par la conduite à tenir indiquée par le pays signalant. Le fonctionnement du SIS engendre donc un échange d'informations entre les services des États y participant. 
Le problème linguistique a amené la création de procédures particulières qui dictent, selon des schémas préétablis, la façon dont les échanges doivent se dérouler, ainsi qu'à celle, dans chaque pays, d'un bureau particulièrement chargé de cette nouvelle forme de coopération internationale. Ce service, point de contact unique par pays, qui assure la transmission entre les services français et étrangers de l'ensemble des informations pertinentes à l'exécution des conduites à tenir, ainsi que leur traduction, a pris la dénomination de SIRENE (Supplément d'Information Requis pour l'Entrée NationalE). Au fur et à mesure des découvertes, les SIRENE échangent, par un système de messagerie propre, des messages d'avis de découverte et de renseignements complémentaires qui, bien qu'utiles dans le cadre des enquêtes et procédures en cours, n'ont pas le droit de figurer dans le SIS.

## Coopération policière et entraide judiciaire
Aux côtés du SIS et du bureau SIRENE dont l'intervention y est directement liée, la convention de Schengen a institué une coopération policière. Le Royaume-Uni participe à cette coopération, ayant établi un programme SIRENE UK qui permet de donner accès à la police britannique aux données du SIS.

## Bilan et évolution du SIS

### Statistiques
Après plus de onze ans d'existence, le système ayant été ouvert aux utilisateurs finaux le 26 mars 1995, le SIS est aujourd'hui largement employé, et son accès ouvert aux services de police de tous les États membres. Fin 2001, il contenait plus de dix millions d'enregistrements, dont environ 15 % concernaient des personnes.
Entre avril 2013 et décembre 2014, grâce au SIS, 25 000 personnes recherchées par la justice ont été arrêtées, et 79 000 personnes interdites de territoire européen ont vu leur entrée refusée.

### Évolution vers le SIS II: vers un fichier biométrique d'investigation?
En décembre 2001, la Commission européenne a été chargée par un règlement du Conseil européen de développer le SIS de seconde génération (SIS-II). Selon le règlement du 20 décembre 2006, « SIS II constitue un système d’information unique » malgré le fait que l'UE fonctionne sur la base de deux fondements législatifs distincts (voir les piliers de l'Union européenne). Ce nouveau règlement « constitue la base législative requise pour régir le SIS II dans les domaines relevant du traité instituant la Communauté européenne » (3e considérant) et remplacent les articles 92 à 119 de la convention de Schengen (sauf art. 102 bis). Il prend acte de la directive 95/46/CE sur la protection des données personnelles, ainsi que de la Charte des droits fondamentaux de l'Union européenne (26e cons.) tout en indiquant que les droits d'accès et d'information de la personne concernée peuvent être limitées (15e cons.).
Lors du Conseil européen de 2003, en raison d'une part de l'élargissement de l'Union européenne (le système avait été limité à 18 États), d'autre part d'un nouveau contexte politique, les États de l'UE se mirent d'accord pour évoluer vers une seconde version technique du système (SIS II) modifiant sa mission initiale,. Le SIS II inclura de nouveaux types de données, dont notamment des données biométriques telles que les empreintes digitales et les photos, et intégrera les nouveaux pays membres de l'Union. Le SIS II, qui rencontre du retard dans son installation, requiert des passeports biométriques, qui ont déjà été implantés par la Roumanie, tandis que la Bulgarie est en cours de sélection de la compagnie qui les fabriquerait. Certains voudraient qu’il devienne un système d’investigation, modifiant ainsi sa finalité première d’outil de recherche.
Le Conseil a alors déclaré que :
«  Le SIS est un système hit/no hit (« trouvé/non trouvé ») permettant l'échange d'informations avec un objectif de contrôle de la liberté de circulation ainsi que de maintien de la sécurité publique, en particulier en assistant les autorités nationales dans la lutte contre le crime transnational, dans le contexte de l'objectif de l'UE de maintenir et de développer l'Union comme espace de liberté, de sécurité et de justice. »
Cela, selon l'Autorité de contrôle commune (ACC), implique une définition des missions du SIS beaucoup plus larges que celle stipulées par l'art. 93 de la Convention de Schengen. L'ACC a regretté l'absence de cadre législatif encadrant cette évolution, rendant celle-ci malléable aux requêtes émises en fonction de la conjoncture et exposant le SIS au scope creep, c'est-à-dire à un élargissement incontrôlé de ses finalités et des données qui y sont incluses, ainsi qu'à la violation du principe de proportionnalité. Le SIS a notamment été considéré comme outil utilisable dans le cadre de l'antiterrorisme, fonction qu'il n'avait pas auparavant, ainsi que dans celui de la politique de l'immigration.
Le gouvernement Aznar (Espagne) a par exemple demandé qu'Europol et qu'Eurojust aient accès au fichier, ce qui a été concrétisé par le règlement du 29 avril 2004. Le règlement a aussi permis aux autorités judiciaires nationales, ainsi qu'aux autorités responsables de l'attribution des visas et des titres de séjour, l'accès au SIS et au SIS-II. C'est la seule utilisation des données à des fins administratives qui est autorisée.
Outre Europol, Eurojust, et l'administration chargée de l'immigration, les autorités d'enregistrement des véhicules devraient avoir accès aux données relatives aux véhicules. On imagine des applications permettant à la police et à la douane de lire les données d'une personne sur un assistant personnel dans toute l'Europe, lors des contrôles d'identité.
Pour justifier cette évolution, le système actuel a été critiqué à cause de sa limitation (pour des raisons politiques et non techniques) à 18 connexions. Des responsables techniques du système estiment pourtant que le système actuel aurait pu évoluer pour gérer les nouveaux pays sans une refonte d'ensemble. Les critiques du projet de refonte mettent aussi en avant la flexibilité du système actuel, qui a déjà connu plusieurs évolutions. Ils critiquent les risques de retard et le coût important du projet de la Commission: depuis 2002, 28 millions d'euros ont déjà été investis dans le projet, qui devrait requérir encore 40 millions d'euros (soit un coût total de 68 millions d'euros).

## Rapport entre les États-Unis et le SIS
L'UE a ouvert des négociations avec les États-Unis, en avril 2008, pour leur donner accès à des données du SIS. Le règlement de décembre 2006 disposait pourtant (14e considérant et art. 39) : 
« Les données traitées dans le SIS II conformément au présent règlement ne sont pas transférées à des pays tiers ou à des organisations
internationales ni mises à leur disposition. »

## Critiques
Certains voient en cette concentration d'informations par les gouvernements une menace contre la vie privée. Le SIS a été la cible de nombreuses protestations, en particulier du 18 juillet au 28 juillet 2002 lorsque 2 000 activistes de No Border Network ont manifesté à Strasbourg, où le CS-SIS (Centre du système d'information Schengen) est situé. Beaucoup craignent que la seconde version du SIS n'inclue des photographies, des empreintes digitales et des relevés d'ADN, qui pourraient être dispersées vers des autorités et organisations auxquelles ces informations n'étaient pas destinées lors de leur collecte. Toutefois les projets de la Commission ne prévoient pas officiellement l'inclusion de relevés ADN [réf. nécessaire], bien que le SIS II inclura officiellement des données biométriques.

## Sources

## Compléments